# Teodosio I di Braganza
Teodosio I di Braganza, quinto duca di Braganza e terzo duca di Guimarães (Vila Viçosa, 1510 – Vila Viçosa, 22 settembre 1563), è stato un nobile portoghese.

## Biografia
Primogenito del duca Giacomo di Braganza e della sua prima moglie, Leonor de Guzmán (nota in portoghese come Leonor de Gusmão), successe al padre nella titolarità del ducato dopo la morte di questi, avvenuta nel 1532. Teodosio ebbe come precettore l'umanista ed erudito Diego Sigeo, considerato una delle personalità più significative della cultura lusitana del suo tempo. 
Teodosio fu un uomo colto, tipico del Rinascimento, amante della pittura e della scultura, in contatto con le altre corti europee. A tal proposito inviava agenti presso vari Paesi europei affinché gli riferissero periodicamente notizie ed eventi di rilievo, che egli raccoglieva e redigeva in diari, noti come Os livros das muitas cousas. Teodosio era inoltre interessato allo studio delle antichità romane nella penisola iberica: egli stesso promosse la redazione di un Corpus, trattato sull'epigrafia romana. Teodosio allestì inoltre, all'interno della propria biblioteca, nel Palazzo Ducale di Vila Viçosa, una tra le prime collezioni antiquarie del Portogallo (contemporanea a quella allestita da André de Resende ad Evora). 
Teodosio venne incaricato di scortare l'infanta Maria Emanuela del Portogallo in Spagna in occasione delle sue nozze con il principe Filippo. Venne inoltre scelto dalla regina reggente Caterina d'Asburgo quale comandante di una spedizione militare di soccorso alla città fortificata di Mazagan (Mazagão in portoghese; nota anche come El Jadida) sulla costa del Marocco; la spedizione venne tuttavia abbandonata.

## Matrimoni

### Primo matrimonio
Sposò, il 25 giugno 1542, Isabel de Lencastre (ca. 1513-24 agosto 1558), figlia di Dinis de Portugal (fratello minore del padre di Teodosio) e di Beatriz de Castro, III contessa di Lemos (unica figlia ed erede di Rodrigo Osorio). Ebbero un figlio:
- Giovanni I (1543 - 1583), VI duca di Braganza

### Secondo matrimonio
Sposò, il 4 settembre 1559, Beatriz de Lencastre (1542-20 febbraio 1623), figlia di Luís de Lencastre e di Madalena de Granada. Ebbero due figli:
- Isabel (1560 - 1626), sposò Miguel Luís de Meneses, I duca di Caminha
- Jaime (post 1560 - 4 agosto 1578), morto nella Battaglia di Alcacer Quibir

Ebbe un figlio illegittimo da una dama di corte:
- Afonso Fayão (1558-?), che sarebbe diventato abate di Baltar. Ebbe discendenza che venne assimilata nella nobiltà rurale situata nella regione del distretto di Porto. I discendenti furono studiati da un genealogista portoghese, Elísio Ferreira de Sousa. Nel 1970 tale studio venne pubblicato in un libro dal titolo Os Braganças da Província do Minho.

## Ascendenza
|                              |                         |                                                | Genitori                              |  |  | Nonni |  |  | Bisnonni                 |  |  | Trisnonni             |  |
|                              |                         |                                                |                                       |  |  |       |  |  | Ferdinando I di Braganza |  |  | Alfonso I di Braganza |  |
|                              |                         |                                                |                                       |  |  |       |  |  | Ferdinando I di Braganza |  |  | Alfonso I di Braganza |  |
|                              |                         | Beatrice Pereira de Alvim                      |                                       |  |  |       |  |  | Ferdinando I di Braganza |  |  |                       |  |
| Ferdinando II di Braganza    |                         |                                                |                                       |  |  |       |  |  | Ferdinando I di Braganza |  |  |                       |  |
|                              |                         | Giovanna di Castro                             | Giovanni di Castro                    |  |  |       |  |  |                          |  |  |                       |  |
|                              |                         | Giovanna di Castro                             | Giovanni di Castro                    |  |  |       |  |  |                          |  |  |                       |  |
|                              |                         | Giovanna di Castro                             | …                                     |  |  |       |  |  |                          |  |  |                       |  |
| Giacomo di Braganza          |                         | Giovanna di Castro                             |                                       |  |  |       |  |  |                          |  |  |                       |  |
|                              |                         | Ferdinando del Portogallo                      | Edoardo del Portogallo                |  |  |       |  |  |                          |  |  |                       |  |
|                              |                         | Ferdinando del Portogallo                      | Edoardo del Portogallo                |  |  |       |  |  |                          |  |  |                       |  |
|                              |                         | Ferdinando del Portogallo                      | Eleonora di Trastámara                |  |  |       |  |  |                          |  |  |                       |  |
| Isabella di Viseu            |                         | Ferdinando del Portogallo                      |                                       |  |  |       |  |  |                          |  |  |                       |  |
|                              |                         | Beatrice d'Aviz                                | Giovanni d'Aviz                       |  |  |       |  |  |                          |  |  |                       |  |
|                              |                         | Beatrice d'Aviz                                | Giovanni d'Aviz                       |  |  |       |  |  |                          |  |  |                       |  |
|                              |                         | Beatrice d'Aviz                                | Isabella di Braganza                  |  |  |       |  |  |                          |  |  |                       |  |
| Teodosio I di Braganza       |                         | Beatrice d'Aviz                                |                                       |  |  |       |  |  |                          |  |  |                       |  |
|                              | Enrique Pérez de Guzmán | Juan Alonso Pérez de Guzmán Orozco de Figueroa |                                       |  |  |       |  |  |                          |  |  |                       |  |
|                              | Enrique Pérez de Guzmán | Juan Alonso Pérez de Guzmán Orozco de Figueroa |                                       |  |  |       |  |  |                          |  |  |                       |  |
|                              | Enrique Pérez de Guzmán | Isabel de Fonseca y Ulloa                      |                                       |  |  |       |  |  |                          |  |  |                       |  |
| Juan Alfonso Pérez de Guzmán | Enrique Pérez de Guzmán |                                                |                                       |  |  |       |  |  |                          |  |  |                       |  |
|                              |                         | Leonor de Ribera y Mendoza                     | Per Afán de Ribera                    |  |  |       |  |  |                          |  |  |                       |  |
|                              |                         | Leonor de Ribera y Mendoza                     | Per Afán de Ribera                    |  |  |       |  |  |                          |  |  |                       |  |
|                              |                         | Leonor de Ribera y Mendoza                     | María de Mendoza y Suárez de Figueroa |  |  |       |  |  |                          |  |  |                       |  |
| Leonor Pérez de Guzmán       |                         | Leonor de Ribera y Mendoza                     |                                       |  |  |       |  |  |                          |  |  |                       |  |
|                              |                         | Pedro Fernández de Velasco                     | Pedro Fernández de Velasco y Solier   |  |  |       |  |  |                          |  |  |                       |  |
|                              |                         | Pedro Fernández de Velasco                     | Pedro Fernández de Velasco y Solier   |  |  |       |  |  |                          |  |  |                       |  |
|                              |                         | Pedro Fernández de Velasco                     | Beatriz Manrique de Lara y Castilla   |  |  |       |  |  |                          |  |  |                       |  |
| Isabel Fernández de Velasco  |                         | Pedro Fernández de Velasco                     |                                       |  |  |       |  |  |                          |  |  |                       |  |
|                              |                         | Mencía de Mendoza y Figueroa                   | Íñigo López de Mendoza                |  |  |       |  |  |                          |  |  |                       |  |
|                              |                         | Mencía de Mendoza y Figueroa                   | Íñigo López de Mendoza                |  |  |       |  |  |                          |  |  |                       |  |
|                              |                         | Mencía de Mendoza y Figueroa                   | Catalina Suárez de Figueroa Orozco    |  |  |       |  |  |                          |  |  |                       |  |
|                              |                         | Mencía de Mendoza y Figueroa                   |                                       |  |  |       |  |  |                          |  |  |                       |  |